# Nepenthes philippinensis
Nepenthes philippinensis Macfarl., 1908 è una pianta carnivora della famiglia Nepenthaceae, endemica dell'isola di Palawan, nelle Filippine, dove cresce a 0–600 m.

## Conservazione
La Lista rossa IUCN classifica Nepenthes philippinensis come specie a rischio minimo.